# Jock Hutchison
Jock Hutchison (6 juni 1881-27 september 1977) var en skotsk golfspelare från St Andrews som emigrerade till USA och blev amerikansk medborgare.
Hutchison vann två majortävlingar, 1920 års PGA Championship och 1921 års The Open Championship på Old Course i St Andrews. Segern 1921 var den första av en amerikansk medborgare. Den första segern i The Open av en USA-född spelare kom året efter då Walter Hagen vann.
1937 vann Hutchison den första upplagan av Senior PGA Championship på Augusta National Golf Club och 1947 vann han den tävlingen för andra gången.
Hutchison var en hetlevrad spelare som hela tiden pratade när han spelade. Han var golfinstruktör på Clen View i Chicago.